# Antigua Sinagoga de Auckland
La Antigua Sinagoga de Auckland o simplemente la Antigua Sinagoga (en inglés: Old Synagogue) es un edificio del siglo XIX en la calle Princes en el centro de Auckland, Nueva Zelanda, que antes era una sinagoga. Ahora se llama University House, y es parte de la Universidad de Auckland.
Una comunidad judía había estado presente en Auckland desde su fundación en 1840. El edificio de la sinagoga, que combina elementos árabes y clásicos, fue diseñado y construido por Edward Bartley en 1884-1885, y la sinagoga se abrió el 9 de noviembre de 1885.